# Coelops frithii
Coelops frithii — вид кажанів родини Hipposideridae. 

## Середовище проживання
Країни проживання: Бангладеш, Китай, Індія, Індонезія, Лаос, Малайзія, М'янма, Тайвань, В'єтнам. Він був записаний на висотах від 100 до 1370 м над рівнем моря. Був записаний у субтропічному лісі й мангрових заростях, невеликими колоніями знайдений спочиваючим у печерах чи дуплах дерев. Він може траплятись в порушених місцях і використовувати для спочинку штучні тунелі.

## Загрози та охорона
Немає серйозних загроз для цього виду в цілому. Цей вид був записаний в багатьох охоронних територіях.